# Suka Jadi (Perbaungan)
Suka Jadi is een bestuurslaag in het regentschap Serdang Bedagai van de provincie Noord-Sumatra, Indonesië. Suka Jadi telt 3607 inwoners (volkstelling 2010).